# Бремен (аеропорт)
Аеропорт Бремена (нім. Flughafen Bremen, (IATA: BRE, ICAO: EDDW)) — міжнародний аеропорт міста і землі Бремен у Північній Німеччині. Розташований за 3,5 км S від міста

## Історія
В 1909 році було засновано товариство Bremer Verein für Luft (schiff) fahrt, яке планувало будівництво аеропорту для дирижаблів на правому березі Везера у північній частині Бремена. В 1910 році плани були схвалені міським сенатом, і влітку того ж року були побудовані перші ангари. З самого початку надходили скарги населення на шум, створюваний при зльоті і посадках, що призвело до короткострокової заборони на польоти. 16 травня 1913 року було отримано дозвіл на будівництво авіабази у південній частині Бремена. В 1919, після закінчення Першої світової війни, на цьому місці було вирішено побудувати аеропорт.

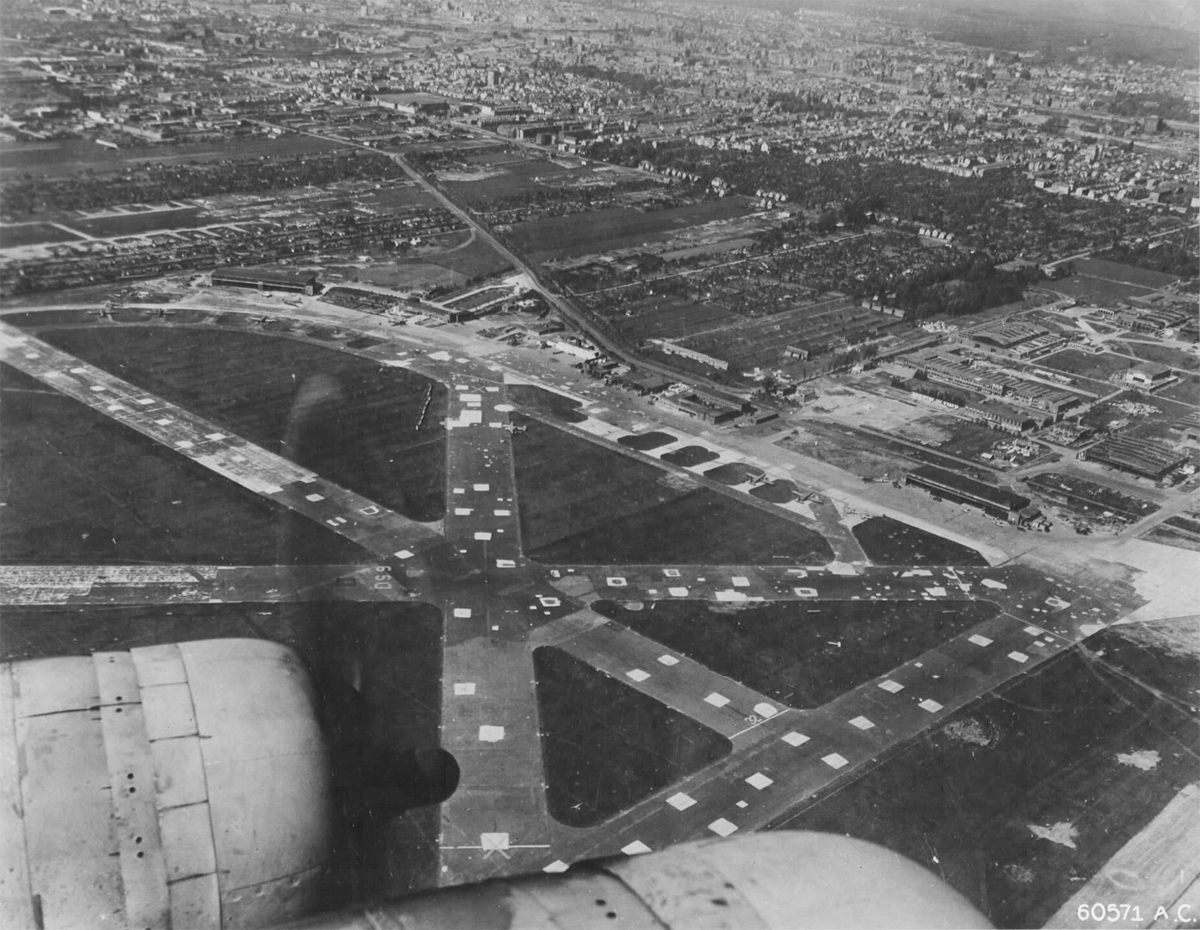
Аеропорт в 1946 році

В 1925 році був побудований перший термінал. У 1937 році була споруджена найсучасніша на той час система злітно-посадкових смуг: чотири бетоновані смуги, найдовша з них розміром 600 × 52 м. Смуги перетинали одна одну у вигляді зірки, що дозволяло здійснювати зльоти і посадки за будь-яких напрямках вітру.
Під час Другої світової війни аеропорт зазнав руйнації від бомбардувань, після закінчення війни він перейшов під оруду Військово-повітряних сил США, які відновили летовище і використовували його як військову базу до березня 1948. 27 січня 1949 року аеропорт знову був зданий в експлуатацію.
Після того, як в Мюнхені при зльоті розбився один з літаків, з міркувань безпеки були підвищені вимоги до довжини злітно-посадкових смуг. Таким чином, придатної до експлуатації виявилися лише одна смуга із західно-східним напрямком. Для продовження існуючої смуги спочатку планували перенести Охтум, лівий рукав Везера. В 1988 році смуга 09/27 була продовжена на 300 м з кожного боку, але ці дільниці можуть бути використані лише у виняткових випадках. Смуга 23 використовується виключно для зльотів.
В 1989 році пасажирообіг бременського аеропорту вперше склав понад мільйона осіб. У тому ж році був розроблений проект Flughafen 2000 по оновленню аеропорту. Були побудовані нові термінали, криті автостоянки, адміністративні будівлі. Витрати склали 199,4 млн євро.

## Інфраструктура
Бременський аеропорт включає в себе п'ять терміналів. У південній будівлі, що утворює закруглення, знаходяться термінали 1, 2 і 3, від яких відходять п'ять телетрапів. Лоукост-авіакомпанія (дискаунтер) Ryanair має окремий термінал Е, перебудований з колишнього вантажного складу. Також існує окремий термінал для авіації загального призначення.
Аеропорту належать 2 автостоянки, розраховані в цілому на 4500 паркувальних місць.

## Авіалінії та напрямки, квітень 2023
| Авіакомпанія         | Пункт призначення |
| -------------------- | --- |
| Aegean Airlines      | Сезонний чартер: Іракліон (з 28 травня 2023) |
| Corendon Airlines    | Анталія, Хургада |
| European Air Charter | Сезонний чартер: Бургас |
| Eurowings            | Штутгарт Сезонний: Пальма-де-Мальорка |
| KLM                  | Амстердам |
| Lufthansa            | Франкфурт, Мюнхен |
| Mavi Gök Airlines    | Сезонний чартер: Анталія |
| Pegasus Airlines     | Сезонно: Анталія |
| Ryanair              | Аліканте, Лондон-Станстед, Пальма-де-Мальорка, Вільнюс Сезонний: Ханья, Малага, Порту, Задар                                                                                       |
| Star East Airlines   | Сезонний чартер: Хургада |
| Sundair              | Бейрут, Фуертевентура, Хургада Сезонні: Анталія, Гран-Канарія, Іракліон, Кос, Монастір (з 10 липня 2023), Пальма-де-Майорка, Родос, Тенерифе-Південний , Салоніки (з 7 липня 2023) |
| SunExpress           | Сезонний: Анталія, Ізмір |
| Tailwind Airlines    | Сезонний чартер: Анталія |
| Trade Air            | Чартер: Приштина |
| Turkish Airlines     | Стамбул-Аеропорт |
| Wizz Air             | Скоп'є |

## Статистика

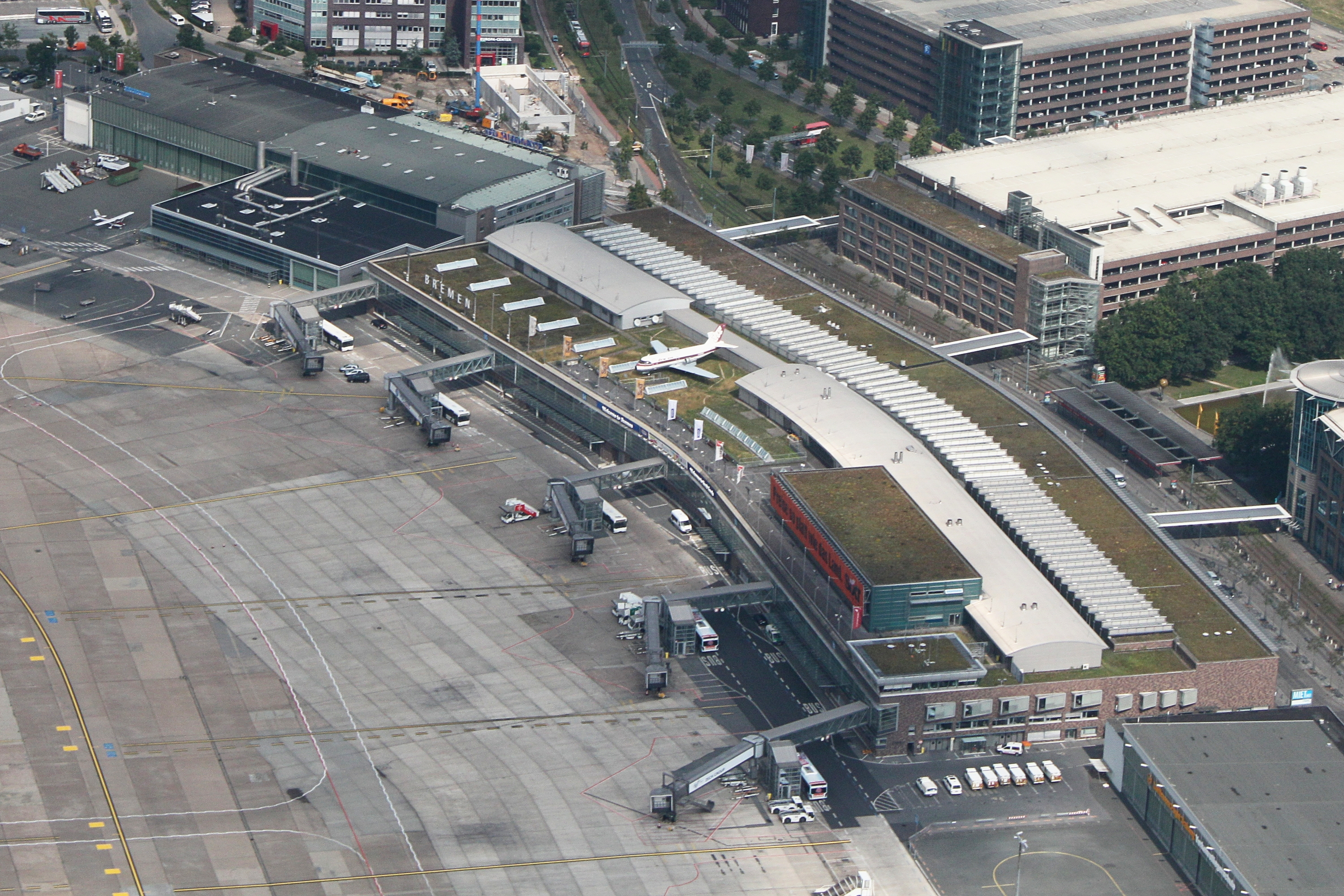
Вигляд з повітря

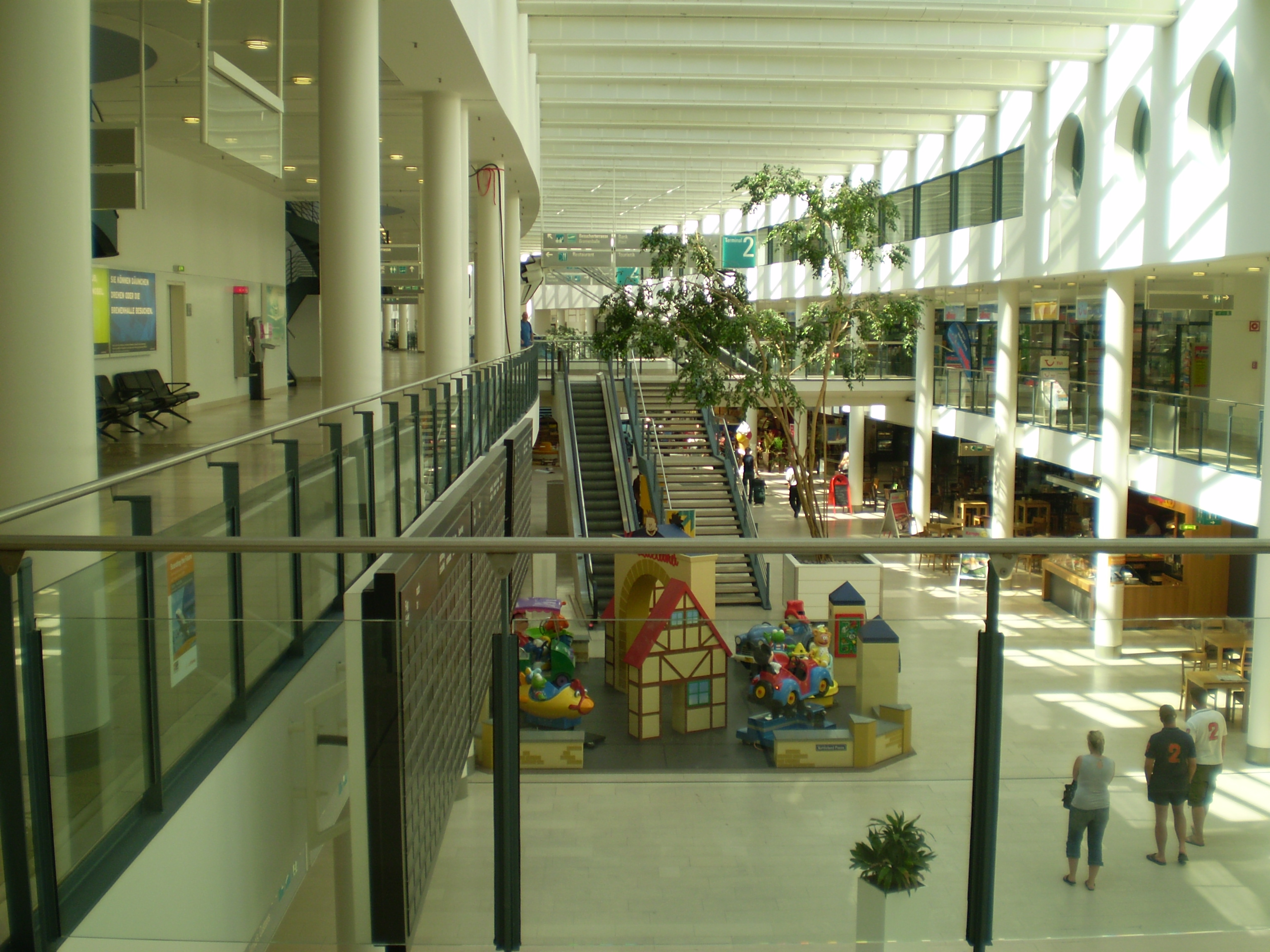
Інтер'єр терміналу

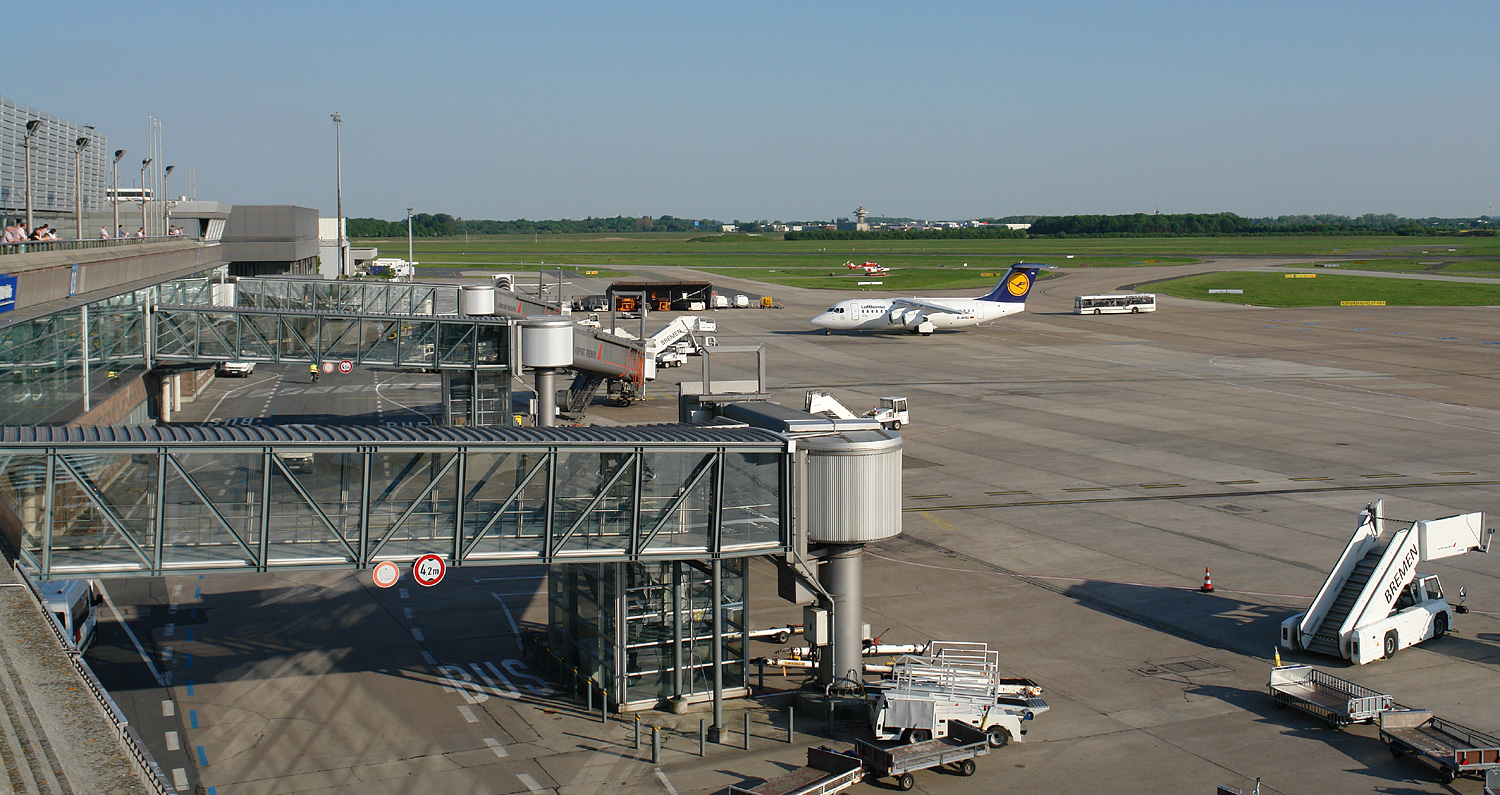
Вигляд перону

|              | Пасажирообіг | Авіатрафік | Вантажообіг (тонн) |
| ------------ | ------------ | ---------- | ------------------ |
| 2000         | 1,918,064    | –          | –                  |
| 2008         | ▲ 2,486,337  | 46,876     | 723                |
| 2009         | ▼ 2,448,851  | ▼ 43,650   | ▲ 731              |
| 2010         | ▲ 2,676,297  | ▲ 46,409   | ▼ 539              |
| 2011         | ▼ 2,560,023  | ▼ 45,412   | ▲ 612              |
| 2012         | ▼ 2,447,007  | ▼ 44,737   | ▲ 643              |
| 2013         | ▲ 2,612,627  | ▼ 44,263   | ▼ 567              |
| 2014         | ▲ 2.773.129  | ▲ 45.987   | ▲ 721              |
| 2015         | ▼ 2.660.754  | ▼ 42.263   | ▼ 608              |
| 2016         | ▼ 2.573.501  | ▼ 40.687   | ▲ 731              |
| 2017         | ▼ 2,540,084  | ▼ 37.233   | ▼ 647              |
| Джерело: ADV |              |            |                    |

### Пасажирообіг
Див. джерело запитів Вікіданих та джерела.

## Наземний транспорт
Аеропорт знаходиться за 3,5 км від центру Бремена. З центру (зокрема, від Центрального вокзалу) до аеропорту можна дістатися на трамваї (лінія 6). Рух здійснюється з 10-хвилинним інтервалом, поїздка триває 11 хвилин.
До аеропорту веде мережа міських доріг, а також автобани A1, A27 і A281. Також існують автобусні рейси далекого сполучення до Гамбурга і Гронінгена.